# Grupo Galé
Grupo Galé est un groupe colombien de salsa formé en 1989 et dirigé par Diégo Galé, un percussionniste qui a accompagné Grupo Niche, la Sonora Dinamita, la Inmensidad, Fruko y sus Tesos, Frankie Ruiz, Hector Lavoe, Alex Leon, Marvin Santiago, Luis Enrique, etc.
Le père de Diego Galé, Jaime Galé, était un grand directeur de groupes de musique. 
Un des frères, Jimmy, joue des timbales dans le groupe et un autre, Freddy, a joué un temps du saxophone dans le groupe.